# Chaetozone jubata
Chaetozone jubata är en ringmaskart som beskrevs av Victor Toucey Chambers och Woodham 2003. Chaetozone jubata ingår i släktet Chaetozone och familjen Cirratulidae. Inga underarter finns listade i Catalogue of Life.